# Begonia acutiloba
Begonia acutiloba é uma espécie de Begonia.

## Sinônimos
- Knesebeckia acutiloba (Liebm.) Klotzsch
- Knesebeckia acutiloba (Liebm.) Klotzsch ex Walp.